# 維索基別爾赫山
48°47′4″N 23°28′51″E / 48.78444°N 23.48083°E
維索基韋爾赫山（烏克蘭語：Високий Верх）是烏克蘭西部的山峰，屬於烏克蘭喀爾巴阡山脈的一部分。該山峰處於利維夫州的斯特雷區，海拔高度1,242米。